# Zona Arqueológica de Colônia (Alemanha)

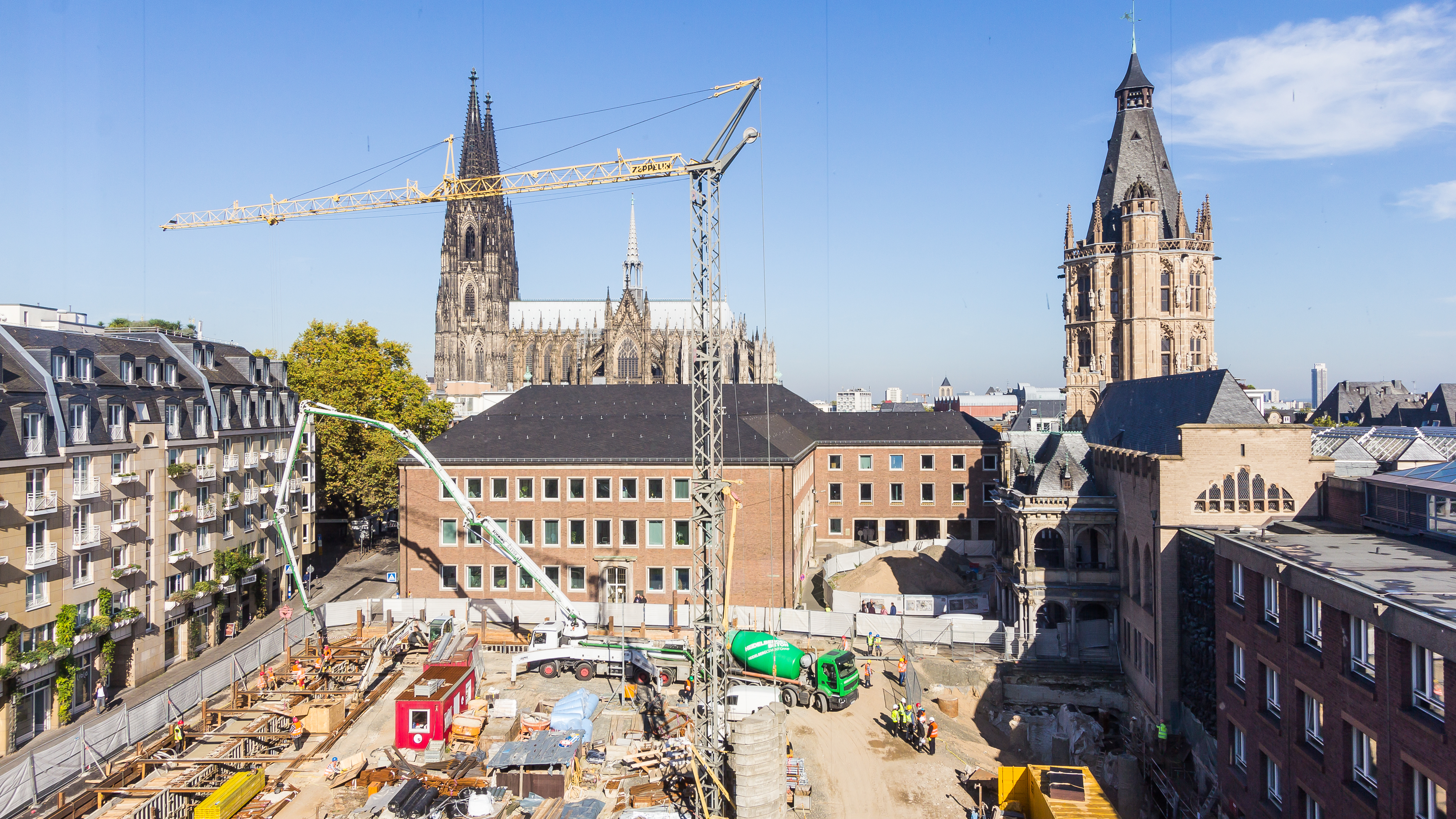
De outubro de 2017: concretagem dos elementos de Fundação

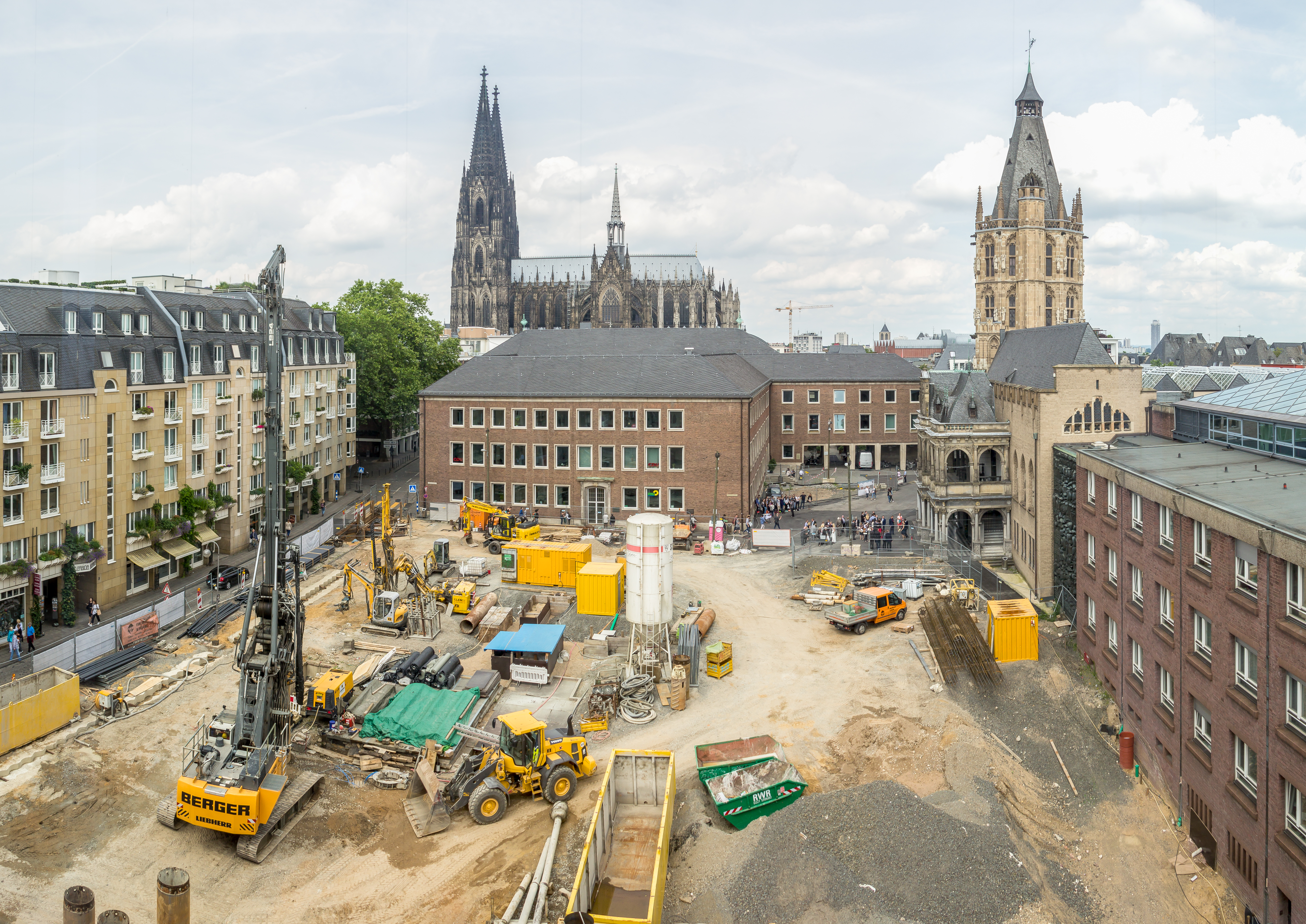
De julho de 2016: estacas de fundação para a nova construção

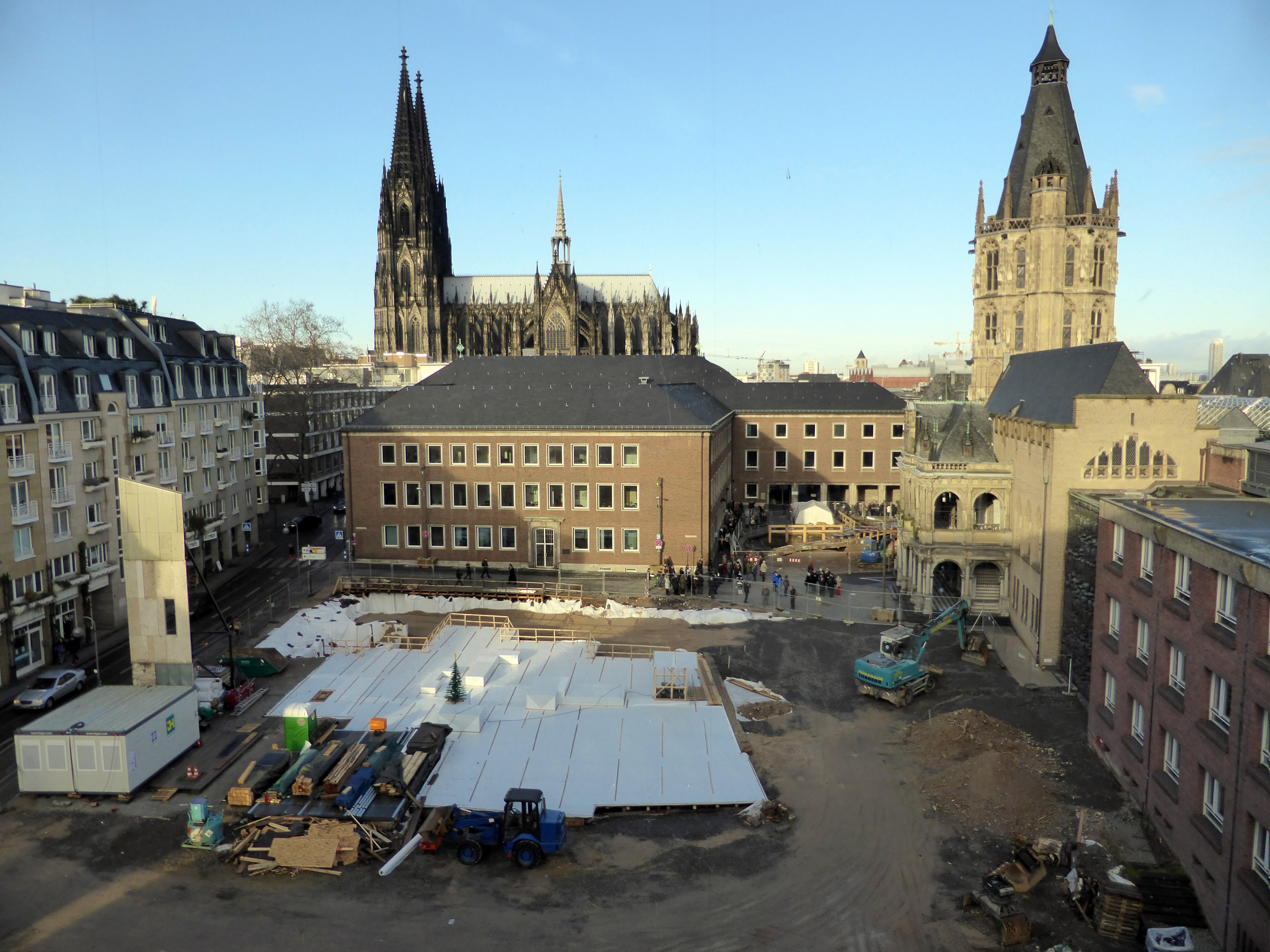
A zona de escavação em janeiro de 2015

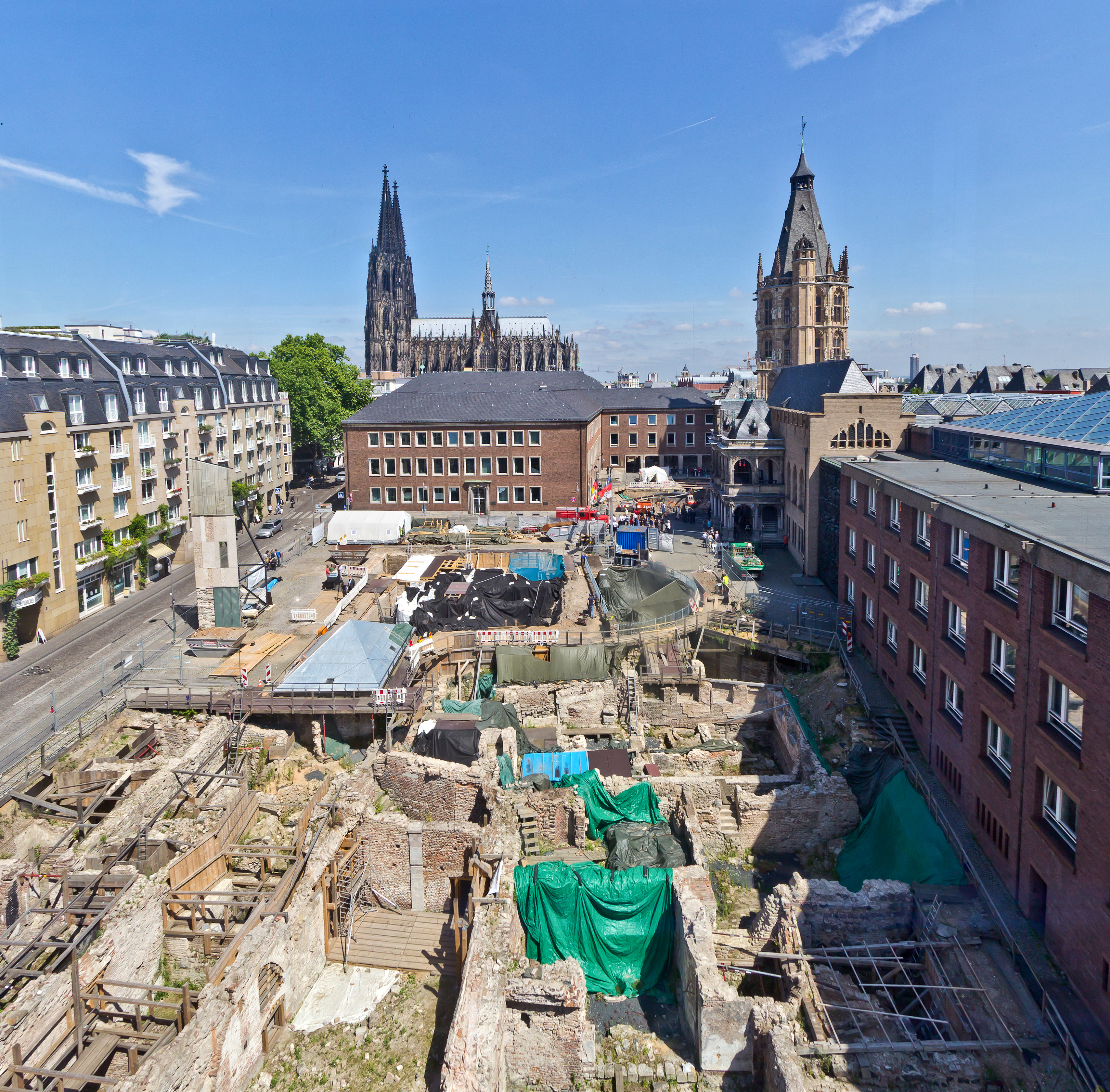
Zona de escavação em junho de 2014

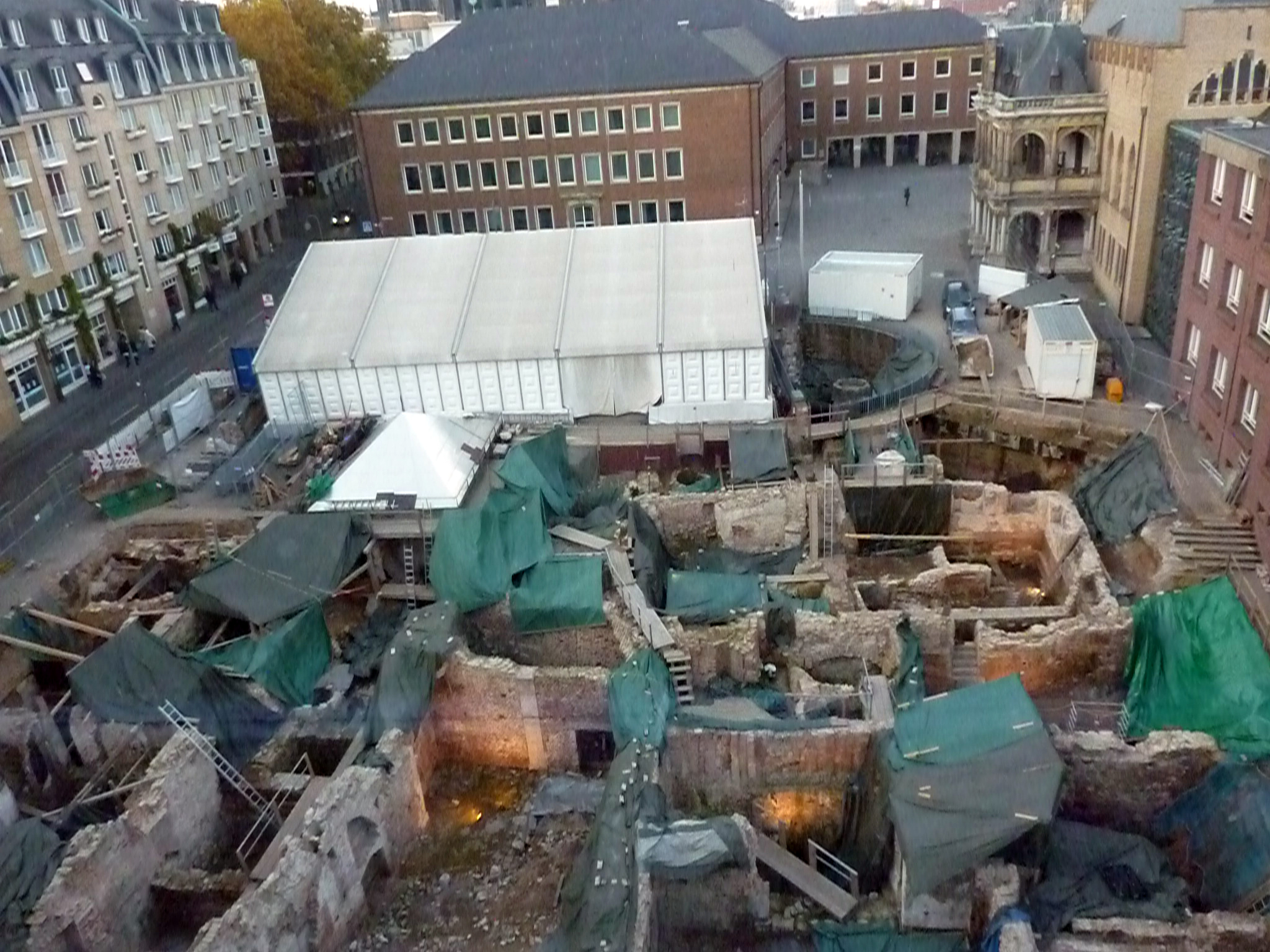
Zona de escavação em novembro de 2011

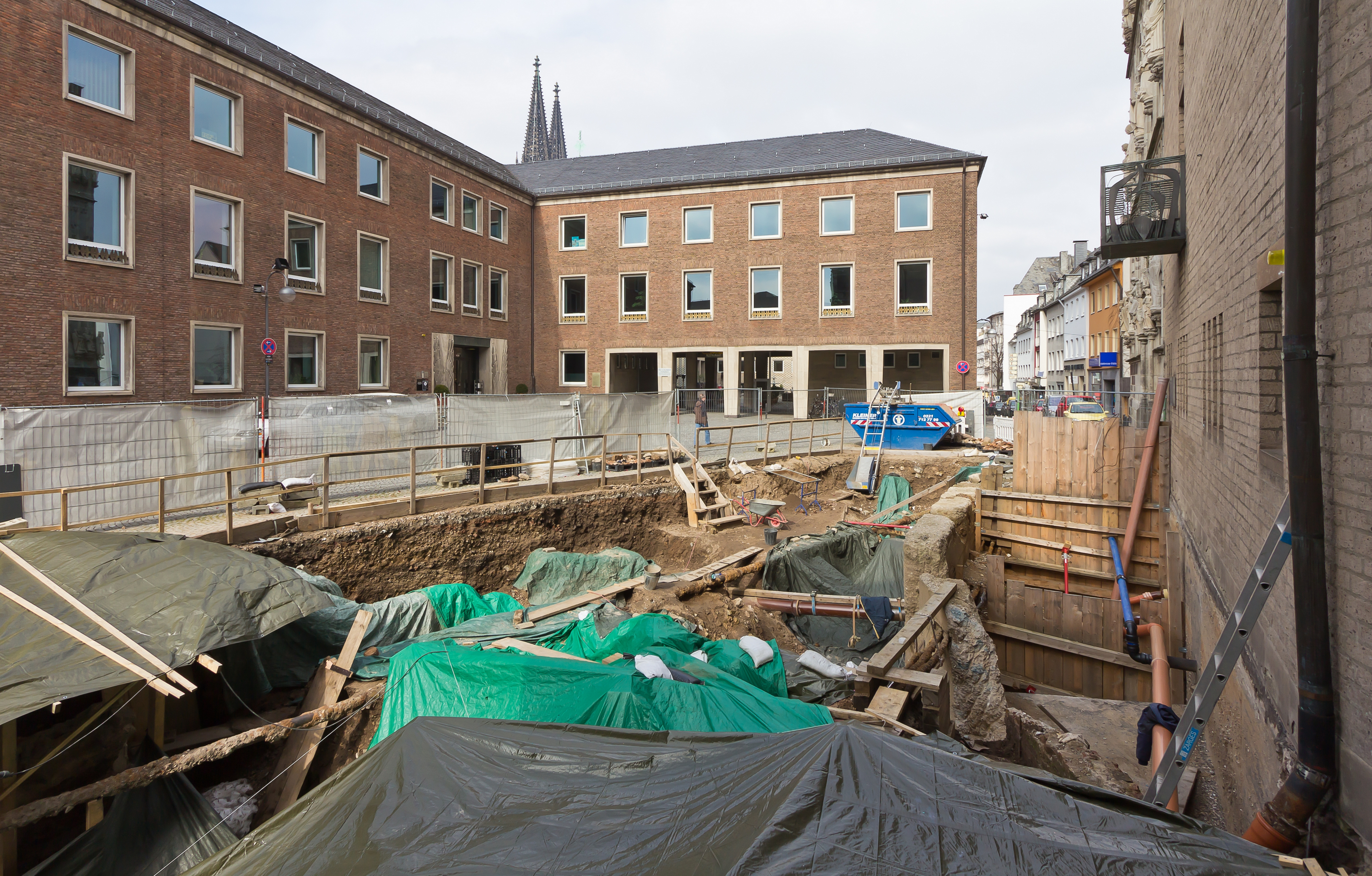
As escavações vistas ao norte do pórtico da prefeitura, atrás da chamada construção espanhola (Spanischer Bau), em março de 2013

O MiQua - LVR-Museu Judeu na Quadra Arqueológica de Colônia, (anteriormente Zona Arqueológica de Colônia) é um grande sítio arqueológico de cerca de 6.000 m², localizado em torno da praça da câmara municipal, no centro da cidade de Colônia. O sítio é arqueologicamente relevante para o período Romano, a história Judaica e a idade média em Colônia. Na praça da prefeitura onde, após as destruições da Segunda guerra mundial, nada foi mais construído, já se previa a construção de um Museu de história Judaica da Cidade após a conclusão das escavações.
Tanto o projeto de escavação, bem como o planejado Museu Judaico são discutidos desde 2008, sob vários aspectos controversos. Uma parte do debate relaciona-se com os diferentes pontos de vista relacionados à construção, de forma geral, na praça da prefeitura; outra parte se relaciona aos custos e financiamento do Museu, a outra parte se refere a uma crítica científica da gestão do projeto.